# Кавадарці

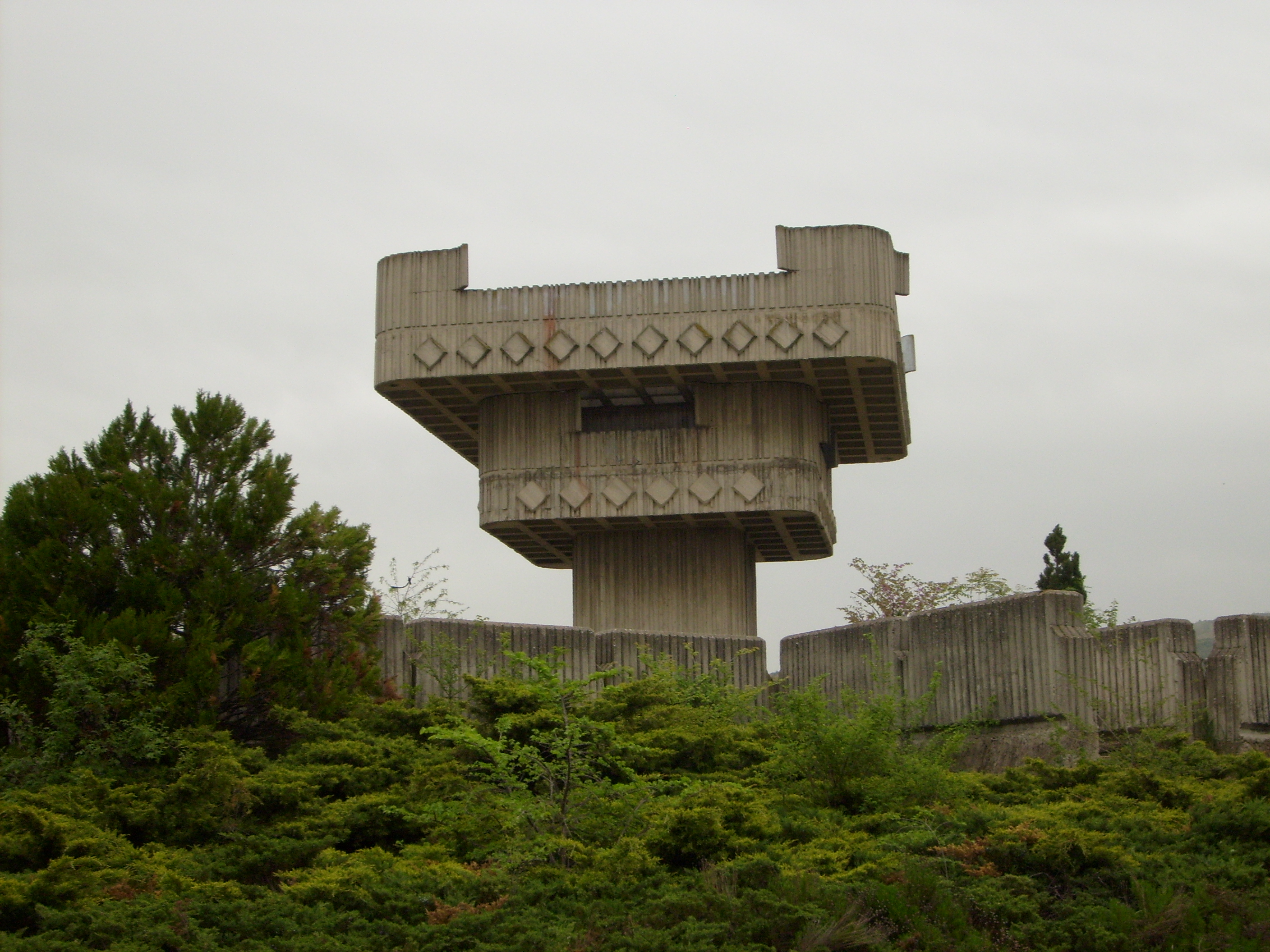
Пам'ятник жертвам фашизму та комунізму

Кавада́рці (мак. Кавадарци) — місто у Північній Македонії, адміністративний центр общини Кавадарці Вардарського регіону.
Населення — 29188 осіб (перепис 2002) в 8933 господарствах.
Вперше про Кавадарців згадується 1823 року в турецьких документах. Тоді вони мали населення близько 2 тисяч осіб і входили до складу Битольського вілаєту. Як місто Кавадарці почали розвиватись з початку 19 століття. Були проведені археологічні розкопки території міста і визначено, що в античні часи тут вже знаходилось поселення.

## Клімат
Місто знаходиться у зоні, котра характеризується морським кліматом. Найтепліший місяць — липень із середньою температурою 24.4 °C (76 °F). Найхолодніший місяць — січень, із середньою температурою 0.6 °С (33 °F).
| Клімат Кавадарців       | Клімат Кавадарців | Клімат Кавадарців | Клімат Кавадарців | Клімат Кавадарців | Клімат Кавадарців | Клімат Кавадарців | Клімат Кавадарців | Клімат Кавадарців | Клімат Кавадарців | Клімат Кавадарців | Клімат Кавадарців | Клімат Кавадарців | Клімат Кавадарців |
| Показник                | Січ.              | Лют.              | Бер.              | Квіт.             | Трав.             | Черв.             | Лип.              | Серп.             | Вер.              | Жовт.             | Лист.             | Груд.             | Рік               |
| Середній максимум, °C   | 3,3               | 7,8               | 12,8              | 17,8              | 23,9              | 29,4              | 31,7              | 32,2              | 26,1              | 18,9              | 10                | 5                 | 18,2              |
| Середня температура, °C | 0,6               | 3,3               | 7,8               | 11,7              | 17,8              | 22,2              | 24,4              | 24,4              | 19,4              | 12,8              | 6,1               | 2,2               | 12,7              |
| Середній мінімум, °C    | −2,8              | −0,6              | 2,8               | 5,6               | 11,1              | 15                | 16,7              | 17,2              | 12,8              | 6,1               | 2,2               | −1,1              | 7,1               |
| Норма опадів, мм        | 25                | 34                | 26                | 44                | 38                | 23                | 22                | 19                | 22                | 40                | 44                | 31                | 368               |
| Днів з опадами          | 23                | 20                | 23                | 20                | 20                | 22                | 26                | 26                | 25                | 24                | 22                | 22                | 273               |
| ----------------------- | ----------------- | ----------------- | ----------------- | ----------------- | ----------------- | ----------------- | ----------------- | ----------------- | ----------------- | ----------------- | ----------------- | ----------------- | ----------------- |
| Джерело: Weatherbase    |                   |                   |                   |                   |                   |                   |                   |                   |                   |                   |                   |                   |                   |

## Уродженці
- Владимир Мітков (* 1931) — македонський професор, політик та громадський діяч.